# Anthony Holborne
Anthony (Antony) Holborne (zm. 29 listopada (?) 1602) – angielski kompozytor okresu renesansu.

## Życiorys
Na temat jego życia wiadomo niewiele. Za życia cieszył się dużą popularnością jako kompozytor, jego dzieła zachowały się w kilkunastu rękopiśmiennych i drukowanych antologiach. Zachowały się jego wiersze rekomendacyjne do dzieła Thomasa Morleya (1597) i w księdze canzonett Gilesa Farnaby’ego (1598), John Dowland zadedykował mu jedną ze swoich pieśni z 2 księgi (1600). 14 czerwca 1584 roku wziął ślub z Elisabeth Holborne, która w liście z 29 listopada 1602 roku zawiadamia o jego śmierci, a 1 grudnia tegoż roku tytułowana jest już w dokumentach wdową.
Komponował utwory przeznaczone na lutnię i cytrę, spośród około 150 zachowanych jego kompozycji większość stanowią tańce. Opublikował zbiory The Cittharn Schoole (Londyn 1597) oraz Pavans, Galliards, Almains... in 5 Parts (Londyn 1599).